# Melese flavimaculata
Melese flavimaculata är en fjärilsart som beskrevs av Paul Dognin 1899. Melese flavimaculata ingår i släktet Melese och familjen björnspinnare. Inga underarter finns listade i Catalogue of Life.